# ポンジ・スキーム
ポンジ・スキーム（英: Ponzi scheme）は、投資詐欺の一種。新規投資家から集めた金を既存の投資家に支払う手法を指す。投資詐欺の9割がこの手法で行われる。

## 概要
名称は詐欺師チャールズ・ポンジ（Charles Ponzi）の名に由来する。投資詐欺下位分類の「出資金詐欺」に該当する。
高配当などをうたって出資金を集め、一部を詐欺師が着服、残りを「配当」と偽って顧客に支払う。新しい資金を絶えず流入させる必要があり、新規の出資金額が鈍化すると配当が遅延するようになる。出資金を運用するのではなく、後発投資家の出資金を先行投資家の配当に回す「横流し」に過ぎないため、破綻が前提の自転車操業である。
後から参加した出資者ほど損害は大きくなり、後半の出資者は元本を失った上に「配当」もほとんど得られずに終わる。うたわれている利子が、株式投資や投資信託の期待利回りに比べて異様に高い（年10%を大きく上回るなど）傾向がある。
名称の由来となったチャールズ・ポンジの手法も、出資者から得た資金を配当に回す自転車操業的なシステムであった。「人と人の連鎖が階層的で、末端ほど人数が多い」という特徴に焦点を当てる場合は「無限連鎖講」「ピラミッド・スキーム」（Pyramid scheme）と言う。

## 具体的な犯人名や事件名
ウィキペディア（他言語版を含む）に関連記事が存在するもののみ掲載。
19世紀
- フェルディナンド・ウォード

1920年代
- チャールズ・ポンジ

1930年代
- イーヴァル・クルーガー

1940年代
- 光クラブ事件

1980年代
- ドナ・ブランカ
- Adriaan Nieuwoudt
- ロン・リワルド
- 豊田商事事件

1990年代
- オレンジ共済組合事件
- 1997年アルバニア暴動　- アルバニアで国家規模で起こったネズミ講・ポンジスキーム。その騒動。

2000年代
- バーナード・L・マドフ
- ワールドオーシャンファーム
- エル・アンド・ジー（円天）

2010年代
- MRIインターナショナル
- 安愚楽牧場
- Telexfree
- HYIP
- ジャパンライフ - 顧客約20人から約1億6千万円をだまし取り、元会長に懲役8年の実刑判決。
- ケフィア事業振興会